# V Liceum Ogólnokształcące im. Marii Skłodowskiej-Curie w Lublinie
V Liceum Ogólnokształcące im. Marii Skłodowskiej-Curie w Lublinie – liceum ogólnokształcące znajdujące się przy ulicy Lipowej 7 w lubelskiej dzielnicy Śródmieście. Szkoła funkcjonuje od ponad siedemdziesięciu lat, a także posiada 27 oddziałów, w których uczy około 60 pedagogów.

## Znani absolwenci
- Waldemar Malicki – pianista występujący i mający swój własny program w telewizji
- Monika Obara – aktorka
- Sylwester Tułajew – poseł na Sejm RP
- Aleksandra Mirosław – polska zawodniczka uprawiająca wspinaczkę sportową, mistrzyni świata, mistrzyni olimpijska

## Dyrektorzy
- Stanisław Zgrzywa (1948 – 1950)
- Jerzy Rozmej (1950 – 1951)
- Maria Jaroszowa (1951 – 1972)
- Janina Mikołajewicz – Jeleniewska (1972 – 1978)
- Stanisław Grygiel (1978 – 1990)
- Alina Reszka (styczeń – czerwiec 1991)
- Zbigniew Jakuszko (1991-2020)
- Beata Jezierska (od 2020)